# AS Roma 1930/1931
Sezon 1930/1931 klubu AS Roma.

## Sezon
W sezonie 1930/1931 Roma wywalczyła wicemistrzostwo kraju. Na Campo Testaccio osiągnęła historyczny wynik - 5:0 z Juventusem. W Pucharze Europy Centralnej odpadła w półfinale po porażkach 1:3 i 2:3 z First Vienna FC. Rodolfo Volk zdobywając 29 goli w sezonie został pierwszym królem strzelców ligi w barwach Romy.

## Rozgrywki
- Campionato Italiano: 2. pozycja
- Puchar Europy Centralnej: półfinał

## Skład i ustawienie zespołu
| W sezonie 1930/1931      |           |                |       |      |
| Imię i nazwisko          | Kraj      | Data urodzenia | Mecze | Gole |
| Trener                   |           |                |       |      |
| Herbert Burgess          | Anglia    | 01.01.1883     |       |      |
| Bramkarze                |           |                |       |      |
| Guido Masetti            | Włochy    | 22.11.1907     | 32    | 0    |
| Leonida Pallotta         | Włochy    | 25.09.1910     | 2     | 0    |
| Obrońcy                  |           |                |       |      |
| Renato Bodini            | Włochy    | 01.10.1909     | 26    | 1    |
| Giorgio Carpi            | Włochy    | 01.11.1909     | 1     | 0    |
| Giovanni Degni           | Włochy    | 28.09.1900     | 17    | 0    |
| Mario De Micheli         | Włochy    | 03.02.1906     | 17    | 0    |
| Attilio Mattei           | Włochy    | 16.10.1902     | 5     | 0    |
| Pomocnicy                |           |                |       |      |
| Fulvio Bernardini        | Włochy    | 28.12.1905     | 31    | 7    |
| Mario Bossi              | Włochy    | 23.01.1909     | 6     | 0    |
| Raffaele D’Aquino        | Włochy    | 23.11.1903     | 0     | 0    |
| Cesare Augusto Fasanelli | Włochy    | 10.05.1907     | 34    | 16   |
| Pietro Ferrari           | Włochy    | 24.08.1914     | 1     | 0    |
| Attilio Ferraris         | Włochy    | 23.06.1904     | 34    | 0    |
| Nicola Italo Lombardo    | Argentyna | 13.03.1903     | 30    | 8    |
| Napastnicy               |           |                |       |      |
| Arturo Chini Ludueña     | Argentyna | 21.10.1904     | 33    | 12   |
| Raffaele Costantino      | Włochy    | 21.12.1903     | 34    | 8    |
| Fernando Eusebio         | Włochy    | 13.08.1910     | 5     | 2    |
| Rodolfo Volk             | Włochy    | 14.01.1906     | 33    | 29   |